# Ptilonyssus cractici
Ptilonyssus cractici är en spindeldjursart som beskrevs av Domrow 1964. Ptilonyssus cractici ingår i släktet Ptilonyssus och familjen Rhinonyssidae. Inga underarter finns listade i Catalogue of Life.